# Mi dichi. Prontuario comico della lingua italiana
(Coniugazione del presente del verbo "venire" in un capitolo del libro)
Mi dichi. Prontuario comico della lingua italiana è un saggio scritto da Paolo Villaggio e pubblicato da Arnoldo Mondadori Editore nel 2011 a Milano.

## Il contenuto
Come in molti altri suoi libri (riguardanti per la maggior parte il personaggio di Ugo Fantozzi), Villaggio mette in risalto le difficoltà di gran parte del popolo italiano nel formulare frasi di senso compiuto e soprattutto nel coniugare il congiuntivo.
Analizzando la società moderna del Ventunesimo secolo, l'autore non risparmia nulla nel libro sul modo quasi incomprensibile di scrivere SMS coi cellulari, di coniugare verbi sia all'indicativo che al congiuntivo, di formulare frasi di senso compiuto e di comprendere il significato di semplici termini latini o massime d'autore.
Inoltre Villaggio si spinge anche a citare nel libro buffe abitudini e modi di vivere di tutti gli italiani delle varie regioni del nostro Paese.

## Polemiche
(Considerazione fatta da Villaggio sugli abitanti del Friuli alla pagina 42 del libro)
Poco dopo l'uscita della prima edizione, Villaggio fu costretto a rimaneggiare la stesura dell'opera a causa di una protesta scaturita dai cittadini del Friuli, dato che l'autore per definire gli accenti e le usanze dei friulani aveva usato parole molto dure ed offensive.

## Edizioni
- Paolo Villaggio, Mi dichi - Prontuario comico della lingua italiana, Arnoldo Mondadori, 2011, ISBN 8804360321